# Henri d’Orléans, duc d’Aumale

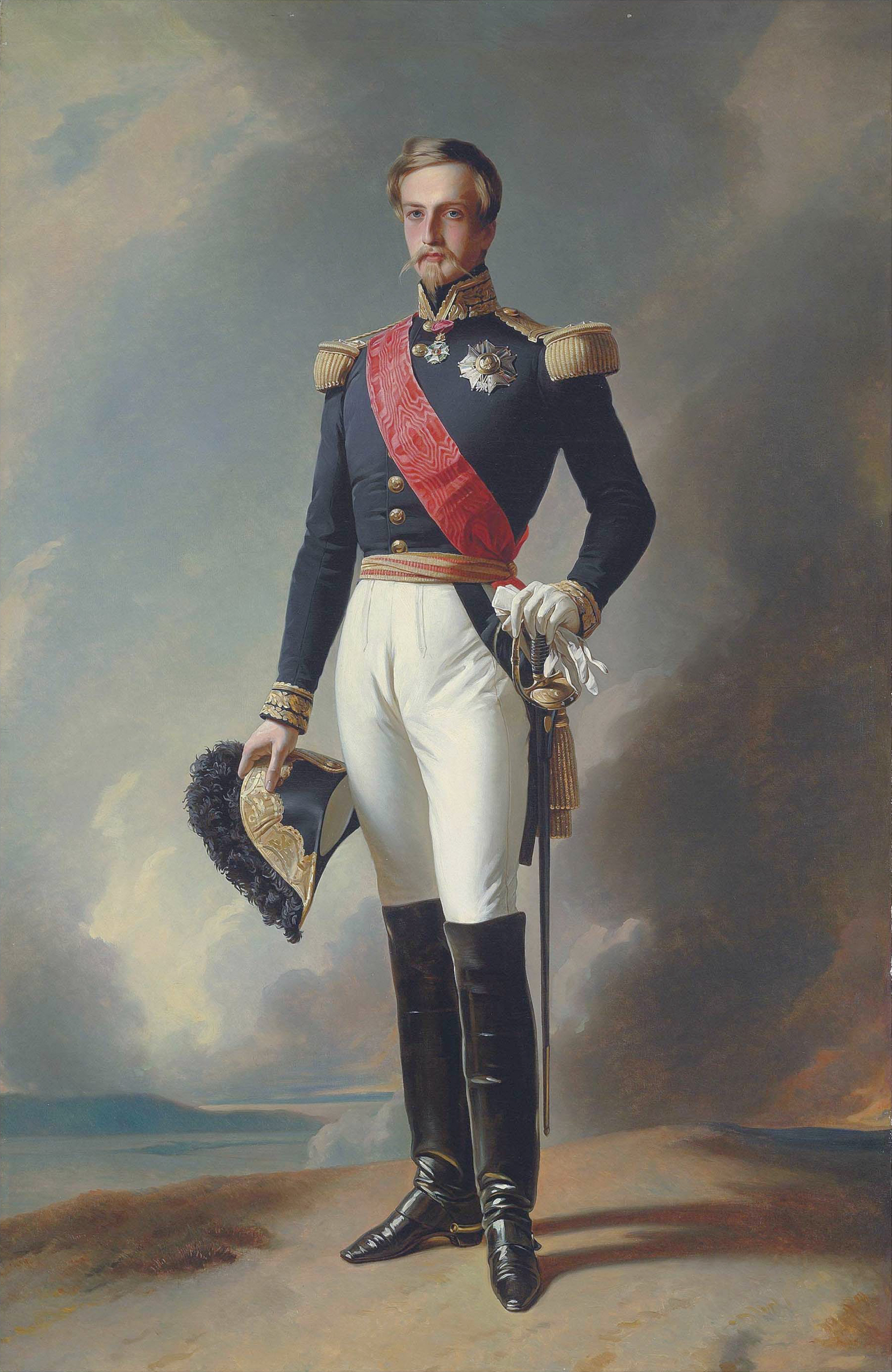
Henri d’Orléans, duc d’Aumale (circa 1843)

Henri-Eugène-Philippe-Emmanuel d’Orléans, duc d’Aumale (* 16. Januar 1822 im Palais royal in Paris; † 7. Mai 1897 in Giardinello bei Palermo (Sizilien) auf dem Landgut Lo Zucco der Orléans) war ein französischer General, Historiker und Kunstsammler aus dem Haus Orléans.

## Leben
Der Herzog von Aumale (französisch duc d’Aumale) war der fünfte Sohn des Herzogs von Orléans und späteren Bürgerkönigs Louis-Philippe und der Maria Amalia von Neapel-Sizilien. Er trat nach einer Ausbildung im Collège Henri IV mit 17 Jahren in die Armee ein und wurde 1839 Capitaine. 1840 begleitete er seinen Bruder, den Herzog von Orléans, als Ordonnanzoffizier nach Algerien, wo er an mehreren Feldzügen teilnahm und schnell zum Lieutenant colonel befördert wurde.

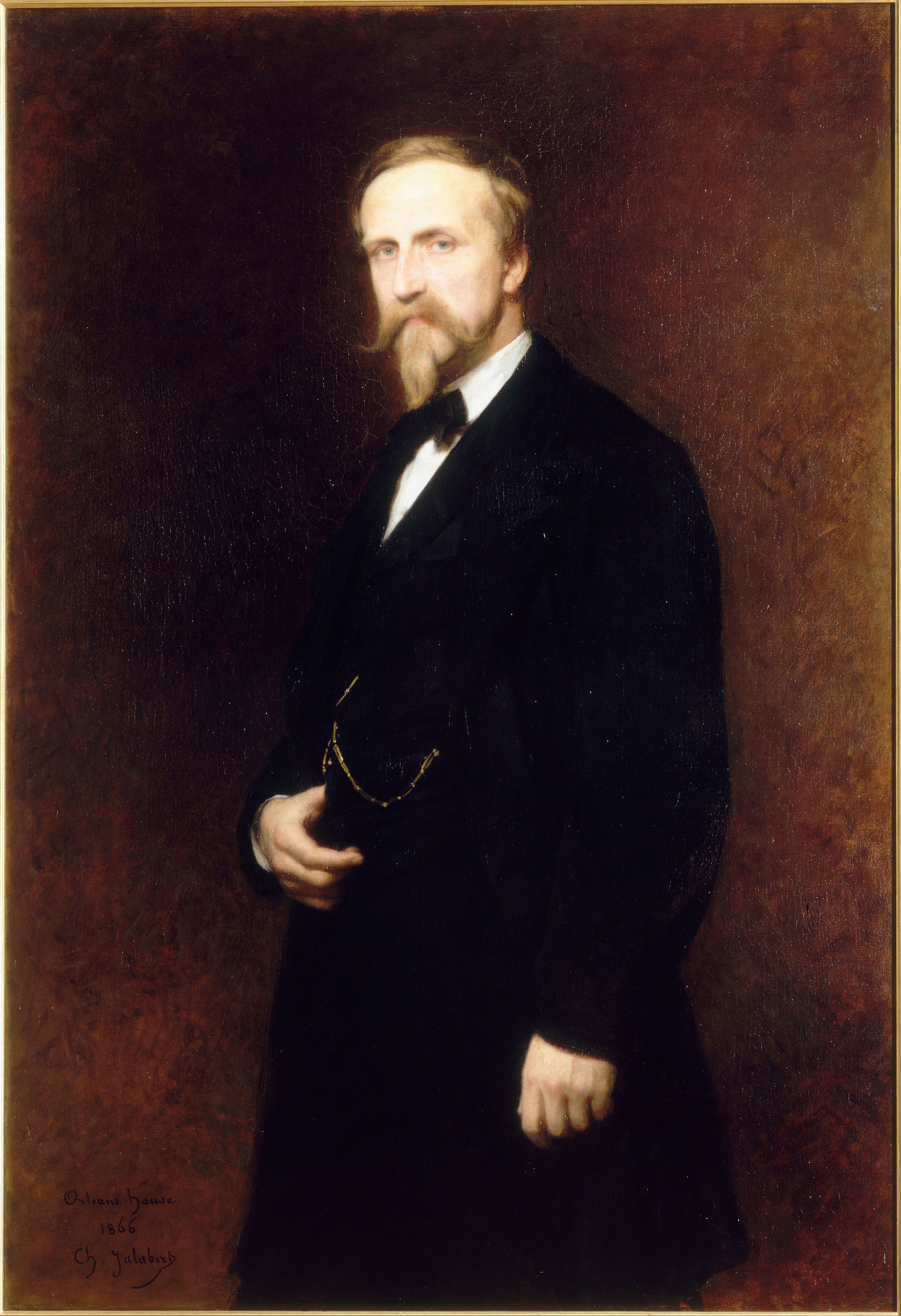
Henri d'Orléans, Duc d'Aumale (1866)

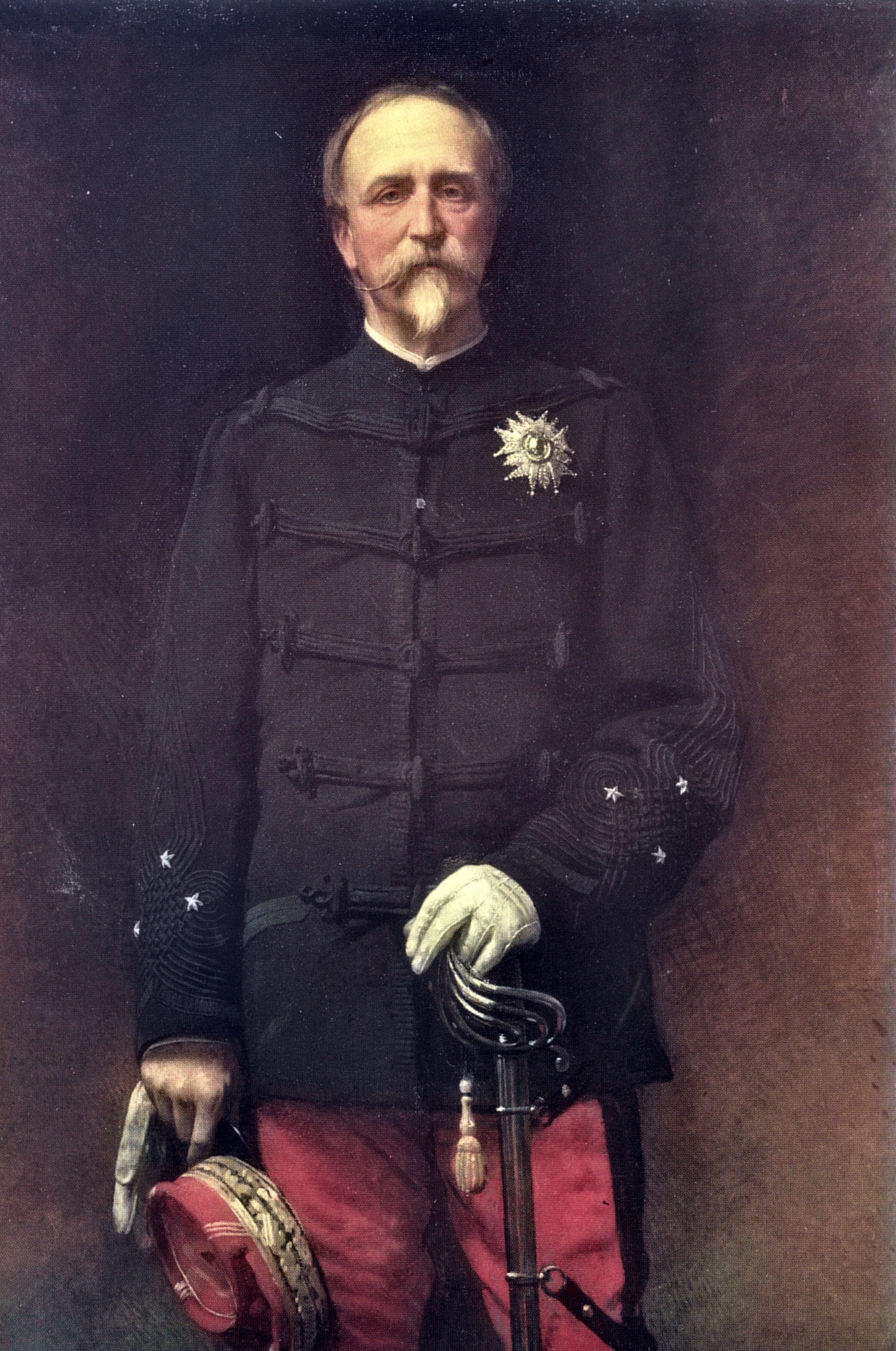
Henri d'Orléans, Duc d'Aumale, mit den Insignien der Ehrenlegion (1880)

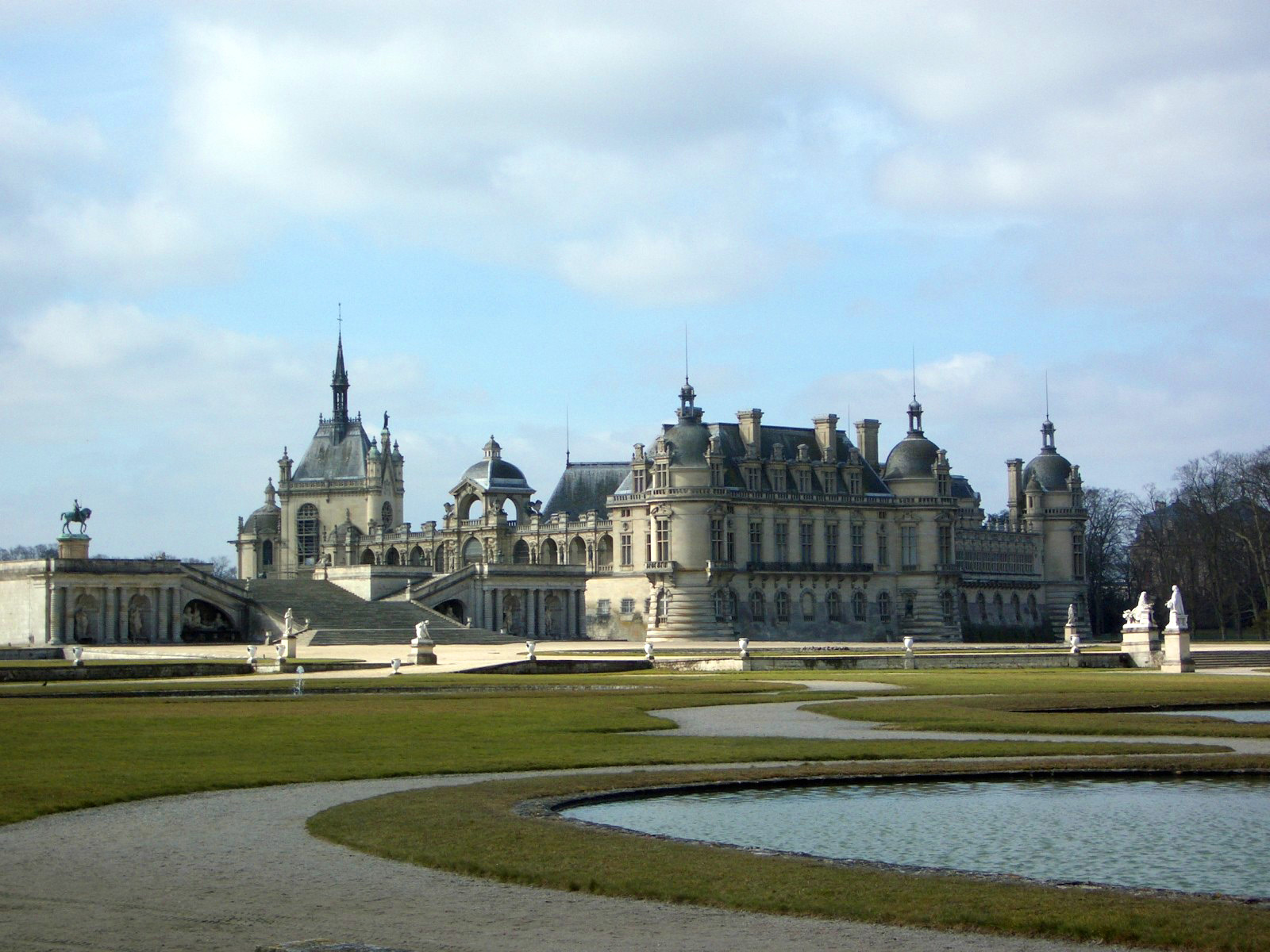
Schloss Chantilly

Wegen einer Krankheit kehrt er im Juli 1841 nach Frankreich zurück. Am 3. September wäre er beim Einzug an der Spitze seines Regiments fast das Opfer eines Attentats durch den Extremisten François Quenisset geworden. 1842 wurde ihm das Großkreuz der Ehrenlegion verliehen. Im Oktober des gleichen Jahres zum Général de division befördert, begab er sich wieder nach Algerien und kommandierte dort bis 1843 die Subdivision von Medea. Eine seiner größten Leistungen war die Gefangennahme der Smala Abd el-Kaders am 16. Mai 1843. Dafür wurde er zum Lieutenant-général und Oberbefehlshaber der Provinz Constantine ernannt. Er leitete 1844 die Expedition nach Biskra. Am 27. September 1847 wurde er an Stelle Thomas Robert Bugeaud de la Piconneries Generalgouverneur von Algerien und wurde bei den Kolonisten und der Armee sehr beliebt. Er galt allgemein als der begabteste der Söhne Louis-Philippes und seit dem Tod des Herzogs von Orléans, seines ältesten Bruders, auch als der beliebteste.
Nach dem Ausbruch der Februarrevolution 1848 übergab er sein Amt dem General Cavaignac und ging, nachdem er sich mit einer Ansprache von der Armee verabschiedet hatte, nach England ins Exil, wo er sich im Claremont House, Sussex, dem Exilsitz seiner Eltern, und im York House in Twickenham bei London niederließ.
Nach Ausbruch des Deutsch-Französischen Krieges bot Aumale erst der kaiserlichen, dann der provisorischen Regierung seine Dienste an, wurde aber von beiden abgewiesen. Am 8. Februar 1871 wurde er für das Département Oise in die Nationalversammlung gewählt, nachdem er sich zwar für die konstitutionelle Monarchie als die beste Regierungsform ausgesprochen hatte, aber erklärt hatte, sich auch der Republik unterwerfen zu wollen. Seine Wahl wurde – wie auch die seines Bruders François d’Orléans – für gültig erklärt, und entgegen einem Adolphe Thiers gegebenen Versprechen nahm Aumale im Dezember 1871 seinen Sitz in der Versammlung ein, in der er sich dem rechten Zentrum anschloss. An den politischen Geschäften nahm er aber nur geringen Anteil. Im selben Jahr wurde Aumale als Nachfolger des Grafen Montalembert in die Académie française aufgenommen.
Nachdem er 1873 im Kriegsgericht über Bazaine den Vorsitz geführt und dabei großen chauvinistischen Eifer gezeigt hatte, wurde er zum Kommandeur des 7. Korps in Besançon ernannt. Doch der definitive Sieg der radikalen Republik vereitelte seinen ehrgeizigen Plan, Präsident einer konservativen Republik zu werden. Im Februar 1879 wurde er zum Generalinspekteur der Armee ernannt, 1883 aber – wie alle möglichen Thronprätendenten – auch aus dieser militärischen Stellung entfernt.
1886 wurde ein weiteres Gesetz verabschiedet, das die Oberhäupter aller vormals regierenden Familien aus Frankreich auswies und vorsah, dass in Zukunft die Mitglieder dieser Familien keinerlei öffentliches Amt mehr bekleiden und auch nicht mehr in öffentliche Körperschaften gewählt werden durften. Aumale protestierte energisch, wurde aber ebenfalls ausgewiesen. Trotzdem vermachte er in seinem Testament vom 3. Juni 1884 sein Schloss Chantilly inklusive der dort aufbewahrten umfangreichen Kunstsammlung dem Institut de France. Diese Großzügigkeit veranlasste die Regierung, das Exilierungsdekret aufzuheben und der Herzog konnte 1889 nach Frankreich zurückkehren. Die Kunstsammlung ist heute im Musée Condé in Chantilly zu sehen. Die Académie royale des Sciences, des Lettres et des Beaux-Arts de Belgique  (Classe des Lettres et des Sciences morales et politiques) nahm ihn 1887 als assoziiertes Mitglied auf. Im Dezember 1895 wurde er zum Ehrenmitglied der Russischen Akademie der Wissenschaften in Sankt Petersburg gewählt.
Aumale lebte meist auf seinem prachtvollen Schloss Chantilly bei Paris. Durch die Erbschaft des letzten Condé hatte er schon 1830 als 8-Jähriger ein ungeheures Vermögen erhalten, das er durch Sparsamkeit und durch die Restitution der Orléansschen Güter noch beträchtlich vermehrten konnte.

## Familie

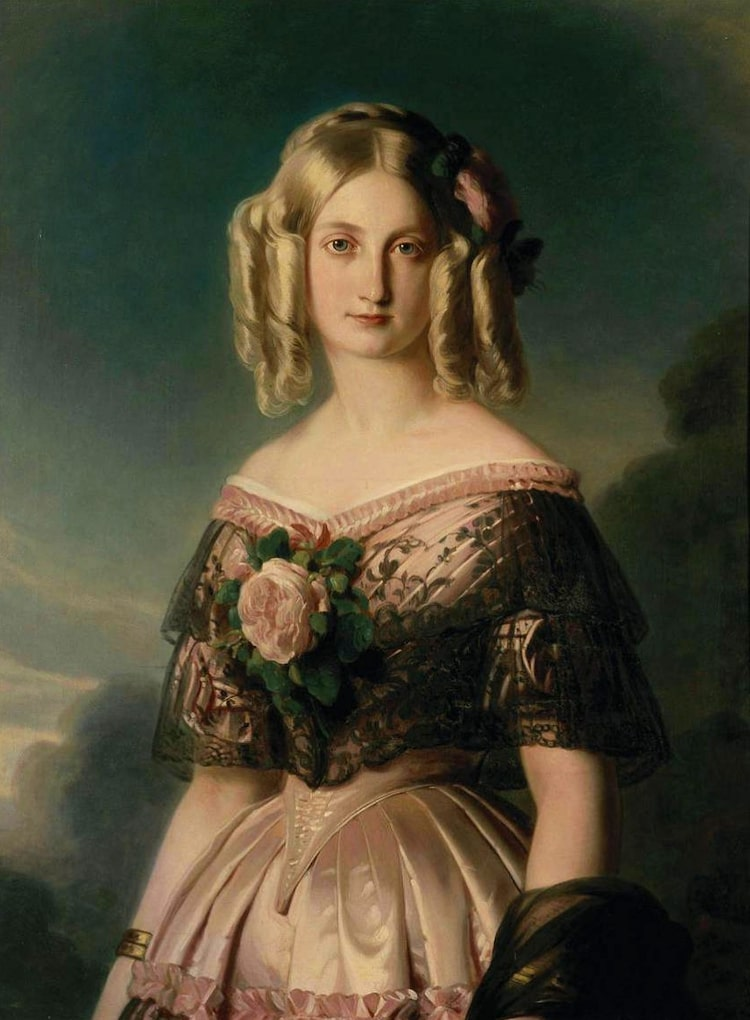
Maria Karolina von Neapel-Sizilien

Am 25. November 1844 heiratete der Herzog von Aumale seine Cousine, die Tochter des Prinzen Leopold von Salerno, Maria Karolina Augusta von Neapel-Sizilien. Von seinen beiden Söhnen Louis Philippe d’Orléans, prince de Condé, geboren am 15. November 1845 in Saint-Cloud, und François Louis d’Orléans, duc de Guise, geboren am 5. Januar 1854 in Twickenham, starb der erste am 24. Mai 1866 an Typhus auf einer Reise nach Australien in Sydney, der jüngere am 25. Juli 1872 in Paris.

## Werke
Im Londoner Exil verfasste der Herzog von Aumale einige kriegswissenschaftliche und historische Artikel, die in der Revue des Deux Mondes erschienen und ihn literarisch bekannt machten. Infolge einer vom Prinzen Napoléon im Senat gehaltenen, für die Orléans höchst beleidigenden Rede gab Aumale im April 1861 eine Flugschrift heraus: Lettre sur l’histoire de France, in der er den Prinzen und Napoleon III. heftig kritisierte. Diese Flugschrift erregte in Frankreich ungeheures Aufsehen und zog harte Strafen für den Drucker und Verleger nach sich. Aumales Histoire des Princes de Condé, pendant les XVI. au XVII. siécles (Paris 1869, 2 Bände) konnte erst nach vielen Hindernissen und einem langen Prozess veröffentlicht werden. In dem Brüsseler Journal Etoile Belge erschien von ihm 1865/66 unter dem Namen „Verax“ eine Reihe von kritischen Briefen über die Politik des Kaiserreichs und 1867 sein berühmtes Werk Les institutions militaires de la France (Brüssel, 1867). Man hielt Aumale auch für den Verfasser der in Frankreich verbotenen Flugschrift Qu'a-t-on fait de la France (Anfang 1868).
- Die Orleans gegen die Napoleoniden : Brief über die Geschichte Frankreichs. Winkler, Berlin 1861, Digitalisierte Ausgabe der Universitäts- und Landesbibliothek Düsseldorf.